# Rio Cârjoaia
O Rio Cârjoaia é um rio da Romênia, afluente do Buhalniţa, localizado no distrito de Iaşi.